# 布莱奇那群

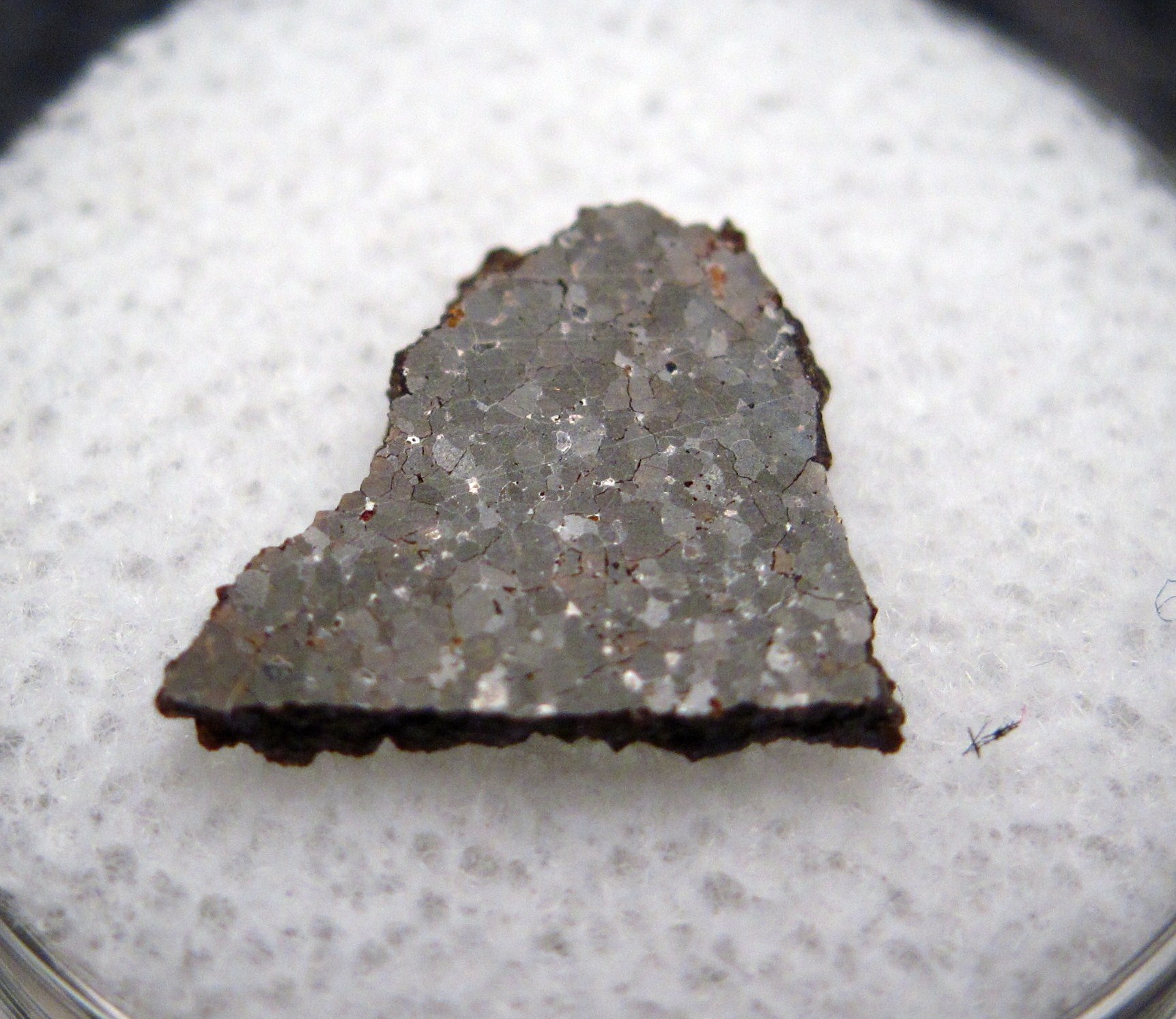
非洲西北部的NWA 3151隕石切片。

布莱奇那群是屬於原始無球粒隕石或無粒隕石的一個群，像所有的原始無球粒隕石一樣，它們和球粒隕石和無粒隕石都有相似之處。布莱奇那群包含74至98%的橄欖石（體積）。

## 命名和歷史
布莱奇那群是依據布萊奇那隕石命名的，這一群的標本來自南澳大利亞的布林曼。

## 描述
布莱奇那群幾乎完全由橄欖石構成（體積的74-98%），其它的礦物包括斜長石（6.7-12.9%）、鐵硫化物（1.8-4.0%）、單斜輝石（1.5-8.2%）和斜方輝石（0-2.4%）。微量礦物包括磷酸鹽和隕鐵，與球粒隕石唯一的區別是非常高的橄欖石/斜方輝石的比率。

## 標本
目前大約有30顆隕石被歸類為布莱奇那群，最著名的標本，作為範本例子的就是布萊奇那隕石。

## 起源
研究表明布莱奇那群的母體可能是(289) Nenetta小行星 。